# Connor McDavid
Connor McDavid (Richmond Hill, 13 gennaio 1997) è un giocatore canadese di hockey su ghiaccio che dal 2015 milita con gli Edmonton Oilers nella NHL.

## Carriera
McDavid è stato selezionato al Draft NHL dagli Edmonton Oilers come prima scelta assoluta, firmando un contratto triennale. Debuttò nella NHL il 9 ottobre 2015 nella sconfitta per 3–1 contro i St. Louis Blues. McDavid andò a segno per la prima volta quattro giorni dopo, nella sconfitta 4–2 contro i Dallas Stars. Sia nella stagione NHL 2016-2017 sia nella stagione NHL 2017-2018 ha vinto l'Art Ross Trophy, il premio riservato al giocatore che guida la graduatoria dei punti (somma di gol e assist) realizzati al termine della stagione regolare, andando a punti in 100 occasioni nella prima stagione e in 108 nella seconda.

## Statistiche

### Regular season e playoff
| 2011–2012  | Toronto Marlboros | GTHL       | 33  | 33 | 39  | 72  | 14 | —        | —        | —        | —        | —        |
| 2012–2013  | Erie Otters       | OHL        | 63  | 25 | 41  | 66  | 36 | —        | —        | —        | —        | —        |
| 2013-2014  | Erie Otters       | OHL        | 57  | 28 | 71  | 99  | 20 | 14       | 4        | 15       | 19       | 2        |
| 2014-2015  | Erie Otters       | OHL        | 47  | 44 | 76  | 120 | 48 | 20       | 21       | 28       | 49       | 12       |
| 2015-2016  | Edmonton Oilers   | NHL        | 45  | 16 | 32  | 48  | 18 | —        | —        | —        | —        | —        |
| 2016-2017  | Edmonton Oilers   | NHL        | 82  | 30 | 70  | 100 | 26 | In corso | In corso | In corso | In corso | In corso |
|            |                   |            |     |    |     |     |    |          |          |          |          |          |
| Totale NHL | Totale NHL        | Totale NHL | 127 | 46 | 102 | 148 | 44 | —        | —        | —        | —        | —        |

## Palmarès

### Nazionale
- Campionato mondiale di hockey su ghiaccio: 1

Canada: Russia 2016
- Campionato mondiale Under-18: 1

Canada under 18: Russia 2013
- Campionato mondiale Under-20: 1

Canada under 20: Canada 2015

### Individuale
- Art Ross Trophy: 2

2017, 2018
- NHL All-Star Game: 2

2017, 2018